# Myiodynastes
Myiodynastes – rodzaj ptaków z podrodziny tyranków (Tyranninae) w rodzinie tyrankowatych (Tyrannidae).

## Zasięg występowania
Rodzaj obejmuje gatunki występujące w Ameryce.

## Morfologia
Długość ciała 18–23 cm; masa ciała 37–45 g.

## Systematyka

### Etymologia
Myiodynastes: gr. μυια muia, μυιας muias „mucha”; δυναστης dunastēs „władca”, od δυναμαι dunamai „być potężnym”.

### Podział systematyczny
Do rodzaju należą następujące gatunki:
- Myiodynastes bairdii (Gambel, 1847) – bentewi czarnoczelny
- Myiodynastes hemichrysus (Cabanis, 1861) – bentewi maskowy
- Myiodynastes chrysocephalus (von Tschudi, 1844) – bentewi płowy
- Myiodynastes luteiventris P.L. Sclater, 1859 – bentewi żółtobrzuchy
- Myiodynastes maculatus (Statius Müller, 1776) – bentewi kreskowany